# بروتين كيناز النشط
بروتين كيناز النشط أي أم بي ({{|AMP-activated protein kinase}}) اختصارا (AMPK).هو انزيم ينتمي لعائلة بروتينات الكيناز ويلعب دورا هاما في توازن الطاقة الخلوية. و يتألف من ثلاثة بروتينات (مفارز) التي تجعل هذا الانزيم يقوم انزيم بوظيفته، الحفظ من الخميرة إلى البشر. ويتواجد في عدد من أنسجة الاعضاء مثل، بما فيها الكبد والدماغ، والعضلات والهيكل العظمي.

## الوظيفة
عمل بروتين كيناز النشط هو تحفيز دهون الكبد من الأكسدة والأحماض وتوليد الكيتون، وتثبيط تركيب الكولسترول، تكون الدهون، والتوليف الدهون الثلاثية،  وتثبيط خلية يبوليسيس الشحمية وتكون الدهون، وتحفيز العضلات والهيكل العظمي والانسجة الدهنية أكسدة الأحماض والعضلات امتصاص الجلوكوز، إفراز البنكرياس من قبل خلايا بيتا. تحفيز الكبد الدهنية أكسدة الأحماض وتوليد الكيتون، تثبيط تركيب الكولسترول، تكون الدهون، التوليف الدهون الثلاثية، امتصاص الجلوكوز، والتشكيل من الأنسولين إفراز البنكرياس من قبل خلايا بيتا.

## وصلات اضافية
- AMP-activated+protein+kinase في المكتبة الوطنية الأمريكية للطب نظام فهرسة المواضيع الطبية (MeSH).

ر.ت.إ

2.7.11.31